# 瓦爾斯特龍峰

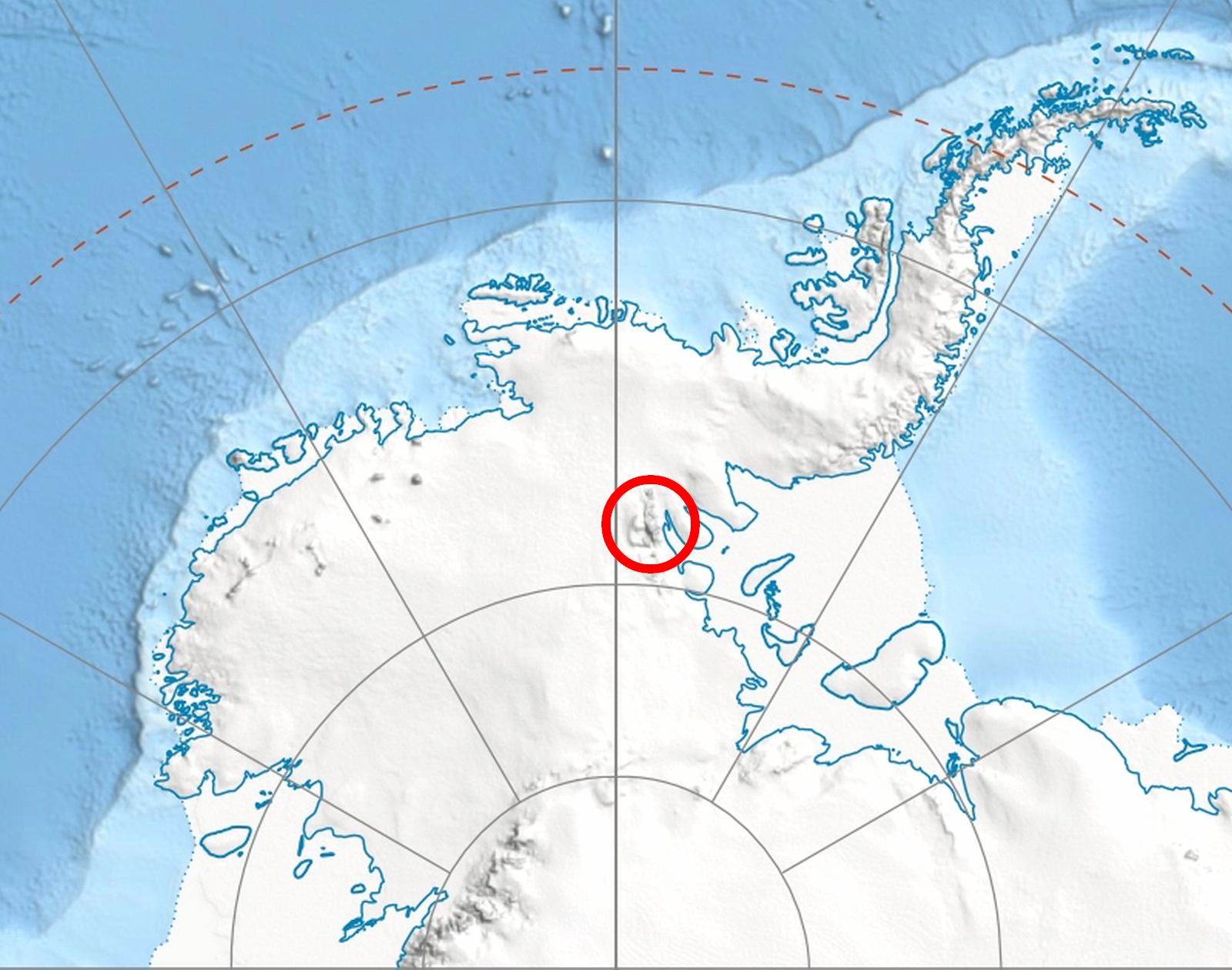

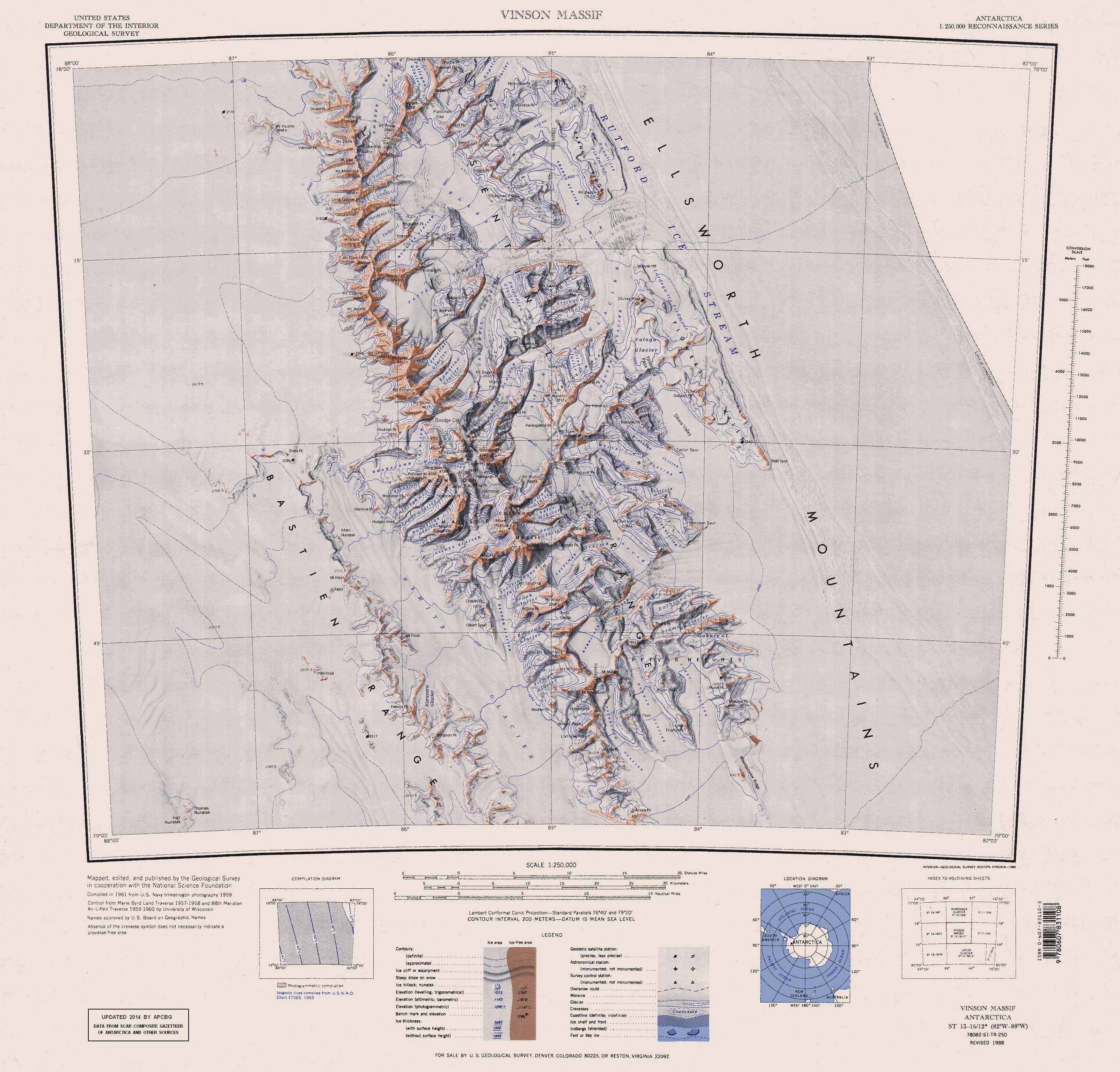

瓦爾斯特龍峰（英語：Wahlstrom Peak），是南極洲的山峰，位於埃爾斯沃思地，處於馬茨峰西南面3.01公里和奧珀爾切尼埃峰東北面2.32公里，屬於埃爾斯沃思山脈中森蒂納爾嶺的一部分，海拔高度4,677米，現時由南極條約體系管理。